# Gwda
Die Gwda  [ˈgvda] (deutsch Küddow oder Küdde) ist ein rechter Nebenfluss der Netze in der polnischen Woiwodschaft Großpolen. 
Sie entspringt auf der Pommerschen Seenplatte, durchströmt den Virchowsee (Jezioro Wierzchowo) sowie den Vilmsee (Jezioro Wielimie)  bei  Neustettin (Szczecinek), fließt südlich durch große Waldungen, durch die Stadt Schneidemühl (Piła) und mündet nach 145 km bei Usch (Ujście) in die Netze.
Der Name leitet sich vom indogermanischen Wortstamm *kueid- mit der Bedeutung „leuchten, hell, weiß“ ab.
|  |